# Железнодорожный транспорт в Греции
История железных дорог в Греции начинается в 1869 году, после строительства железнодорожной линии между Афинами и Пиреем, часть которой позднее стала частью Афинского метрополитена — одного из старейших в мире.
Греция является членом Международного союза железных дорог.

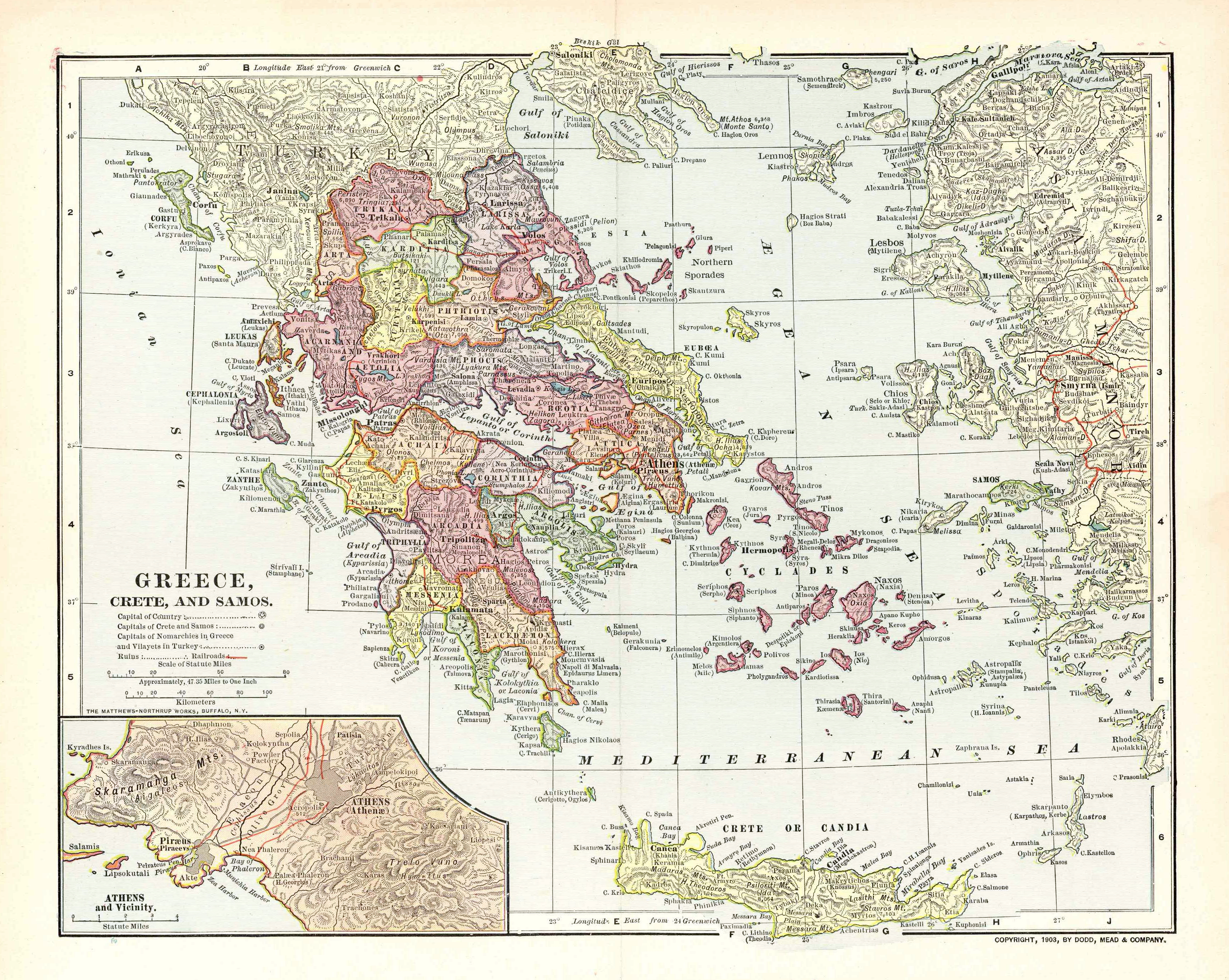
Железные дороги Греции в 1903 году

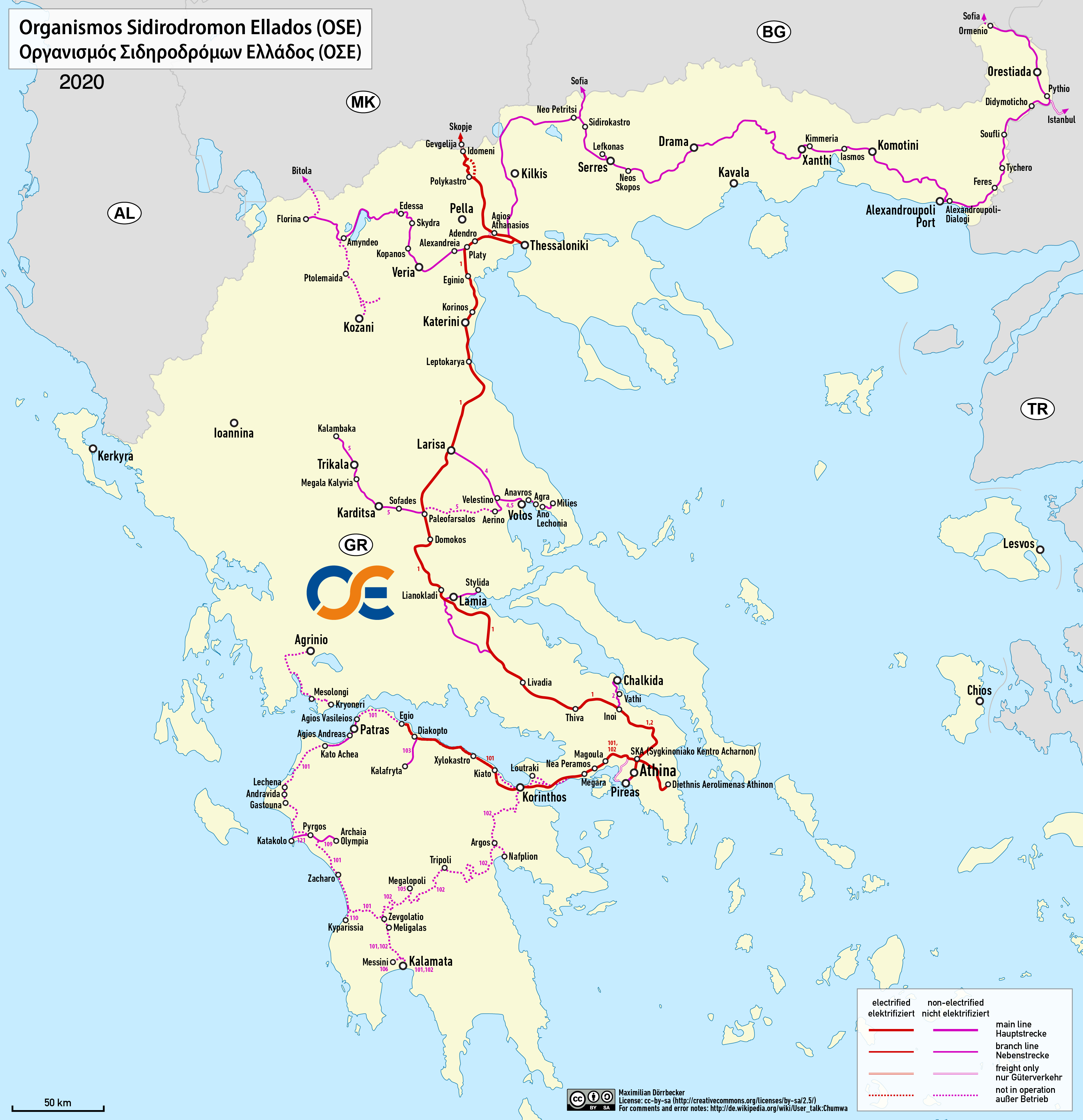
Железные дороги Греции в 2010 году

## История

### Древняя Греция
Диолк был первым прототипом железной дороги в Греции. Это дорога-волок, расположенная около города Коринф, на Истмийском перешейке. Она соединяла порты на побережье Эгейского моря и Коринфского залива.

### Начало (1868—1919)
Греция стала независимым государством в 1832 году и рождение нового самостоятельного государства дало начало развитию сети железных дорог. В 1835 году правительством был выдвинут план по строительству первой железнодорожной линии между Афинами и Пиреем. Спустя 22 года, в 1857 году был подписан контракт на строительство и работы начались. Строительством занимались четыре различные компании и в 1869 году линия протяженностью 8,8 км была завершена.

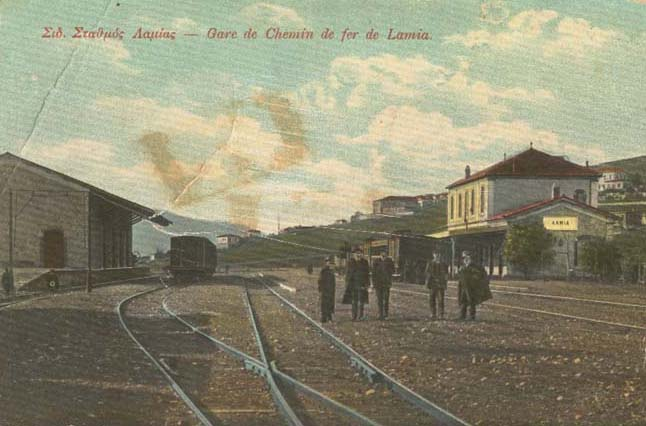
Железнодорожная станция Ламия

Социально-экономическое развитие Греции в конце XIX века было на низком уровне. Небольшие города, население которых было занято сельским хозяйством, являлись торговыми и экономическими центрами для окружавших их деревень и поселков. Промышленность была крайне малочисленна и сосредоточена в крупных городах, а транспортная система неразвита. Такая ситуация заставила правительство страны задуматься о развитии железнодорожного транспорта на территории Греции, который должен был решить проблему внутренней и внешней изоляции страны. В 1881 году премьер-министр Греции Александрос Кумундурос подписал четыре контракта на прокладку железнодорожных линий шириной колеи 1435 мм, чтобы сделать Грецию крупным центром торговли и коммуникации между Европой и Азией.
В 1882 году на посту премьер-министра Греции Кумундуроса сменил Харилаос Трикупис, который разорвал контракты, завезённые Кумундуросом, заменив их другими. Трикупис имел другое видение развития железных дорог Греции и считал, что они должны простимулировать внутренний экономический рост Греции. Согласно проектам, По северному побережью Пелопоннеса должно было быть проложено 417 км железнодорожных линий с шириной колеи 1000 мм. Также планировалось строительство линии в Фессалии между городами Волос на побережье Эгейского моря и городом Каламбака на другой стороне Фессалийской равнины и строительство линии между Афинами и прибрежным городом Лаврион в Восточной Аттике. Трикупис предпочитал строить железнодорожные линии с шириной колеи в 1000 мм благодаря низким первоначальным затратам. Однако впоследствии, при строительстве железной дороги между Афинами и Ларисой была использована стандартная ширина колеи в 1435 мм, чтобы реализовать проект соединения греческих железных дорог с европейскими. Реализация всех проектов заняла 25 лет.
К 1909 году было построено 1606 км железных дорог, включаю линию стандартной ширины до греко-турецкой границы в Папапули в долине Темпи, в 400 км к северу от Афин. К 1918 году первые поезда прошли по линии протяженностью 506 км между Афинами и Салониками, которые к тому времени стали уже частью Греции.

### Современная эра
Организация железных дорог Греции (ΟΣΕ) была основана в 1971 году как преемник Греческих Государственных Железных дорог. С тех пор сеть железных дорог заметно модернизировалась и была электрифицирована, в частности линия между Ларисой и Афинами, а также между аэропортом «Элефтериос Венизелос» и городом Кьятоном.

### Городская железная дорога Афин
Первая железнодорожная линия, заработала на территории Греции в 1869 году и соединяла порт Пирей с центром Афин в Тисио. В 1895 году линия была продолжена до площади Омониас, а в 1904 году она была электрифицирована по системе третьего контактного рельса с напряжением постоянного тока в 600 В.
Другая компания, Железные Дороги Аттики, в 1885 году проложила пригородную линию с метровой шириной колеи от порта Лавриона к северу площади Омониас и пригороду Афин Ираклиону. От площади Лавриу до площади Атикис линия проходила вдоль современной улицы 3 Септембриу в Афинах. В Ираклионе линия разделялась на две пригородные линии: одна шла далее через Амарусион в Кифисью и Строфилиу. Далее до мраморного карьера Дионисос линия использовалась исключительно как грузовая; вторая линия шла от Ираклиона на восток в пригород Врилисию (близко к современной станции «Дукисис-Плакендиас»), а затем на юг в города Пеанию, Коропион, Маркопулон, Каливия-Торику, Кератею, Камаризу (Айос-Констандинос) и конечная остановка в Лаврионе.
В 1926 году Греческие Электрические Железные Дороги (греч. Ελληνικοί Ηλεκτρικοί Σίδηρόδρομοι, ΕΗΣ) — компания, созданная в сотрудничестве Железных дорог Аттики и английской «Power Group», стала оператором линий Пирей — Афины и Омония — Строфилиу. В 1929 году Железнодорожная компания Афин, Пирея и Пелопоннеса (SPAP) стала оператором линии Лаврион — Афины. Конечная станция этой линии в Афинах была перенесена на станцию Пелопонису в Афинах. Чтобы соединить свои собственные линии с линией Лаврион — Афины, компания SPAP построила линию между Айи-Анарьири (Като-Льосией) и Ираклионом в 1931 году. Железнодорожная линия в Лаврионе в конечном итоге была закрыта под давлением автодорожного лобби в Греции.
Линия от площади Аттики до Кифисьи обслуживалась паровыми локомотивами вплоть до 1938 года. Впоследствии линия была электрифицирована, соединена с линией Афины — Пирей на площади Омониас и вновь открыта для движения в Кифисью в 1957 году. Линия до Строфилиу была заброшена.

## Промышленные железные дороги
Промышленные железнодорожные линии в Греции обслуживают в основном крупные промышленные предприятия и месторождения полезных ископаемых. Также было построено несколько временных линий, который обслуживали крупные строительные объекты. Большинство промышленных железнодорожных линий — узкоколейные и имеет метровую колею или колею 600 мм.

## Военные железные дороги (1916—1918)
Во время Первой мировой войны, после распада Сербии, Восточная Македония и Фракия были оккупированы немецкими и болгарскими войсками, а Центральная и Западная Македония были заняты французскими и британскими войсками, который составляли македонский фронт. Французские, британские и греческие войска имели большое количество военных логистических объектов около города Салоники. Различные подразделения на линии фронта нуждались в поставках из тыла и так как линия фронта во время Первой мировой войны была достаточно статична, было принято решение о строительстве железнодорожных линий с шириной колеи 600 мм. Некоторые из этих линий были изолированы, а некоторые были соединены с существующей сетью железных дорог Греции.
Наиболее важными железными дорогами военного времени являлись:
- линия Цагези (Τσάγεζι, Амфиполис) — Ставрос[греч.] у залива Орфаноса[8];
- линия Саракли (Σαρακλή, Периволакион[англ.]) — Ставрос[8], протяженностью 66 км была построена британской армией и передана под управление Греческих государственных железных дорог в 1921 году. Компания управляла этой линией до 1947 года. До 1952 года линия использовалась греческими вооружёнными силами, после чего была демонтирована[9];
- линия Аридея — Скидра длиной 42 км после войны была передана компании Chemins de fer Vicinaux de Macedoine в 1923 году, которая не смогла сделать линию прибыльной. В 1932 году линия была передана Греческим государственным железным дорогам, а 1936 году линия была закрыта;
- линия Скоцидир — Арменохори;
- линия Гуменица;
- линия Димитрици — Коприва;
- линия Драмиста — Катерини была построена для транспортировки лигнита.

## Современность

### Организация железных дорог Греции
В настоящее время Организация железных дорог Греции владеет и обслуживает следующие линии:
- Основная железнодорожная сеть:
  - Главная линия Пирей — Салоники с ответвлениями на Халкис и Ламию. Отрезки линии Афины — «Титорея»[греч.] и «Домокос»[греч.] — Салоники были модернизированы и электрифицированы. Участок пути между модернизированными отрезками в настоящее время реконструируется. Полная модернизация высокоскоростной электрифицированной линии будет закончена в 2015 году;
  - Линия Аэродромио — Кьято[греч.], в основном используется для пригородных электричек Проастиакос;
  - Электрифицированный одиночный путь Скопье — Салоники[греч.].

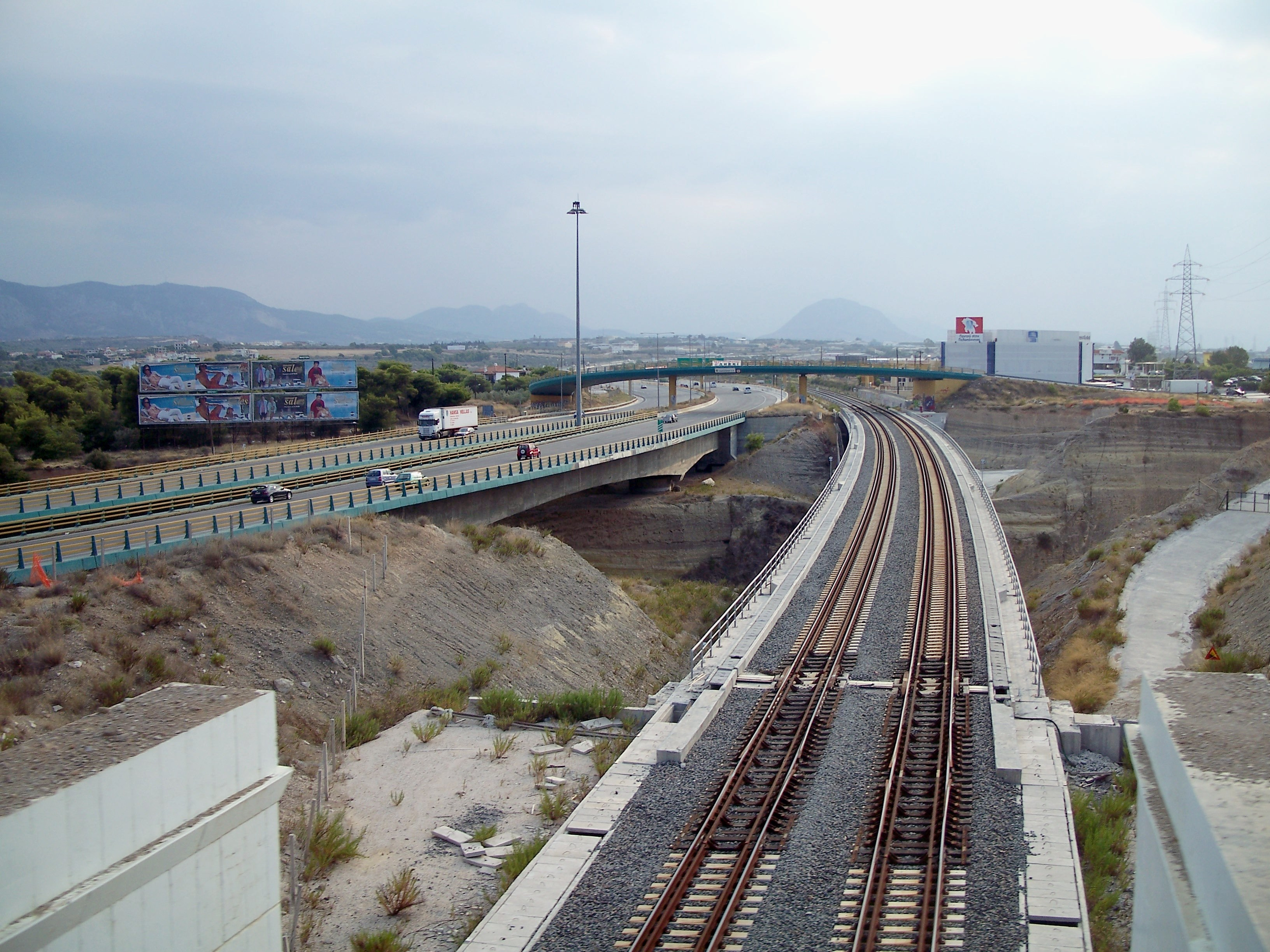
Железнодорожный мост через Коринфский канал

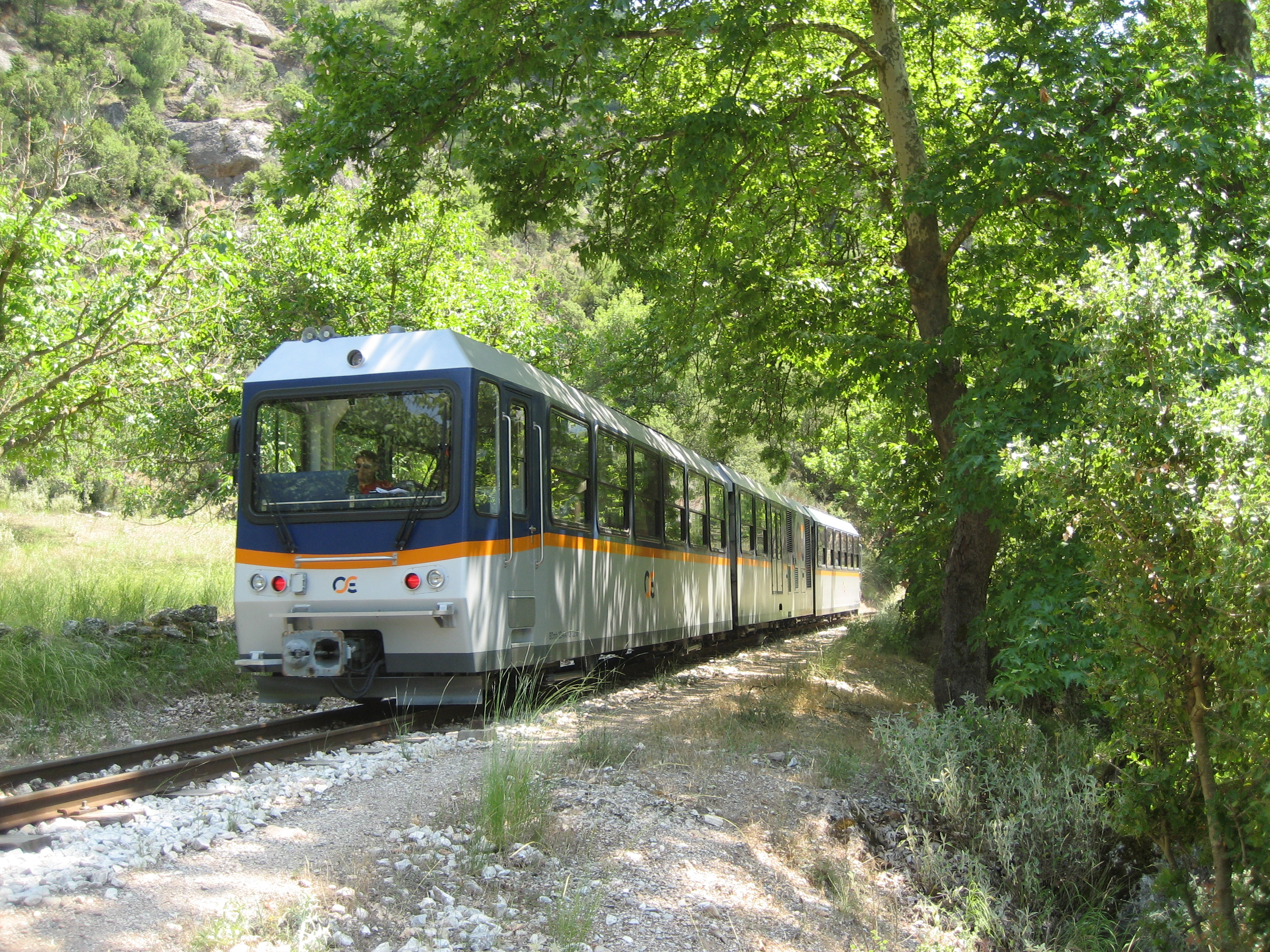
Зубчатая железная дорога Диакоптон — Калаврита

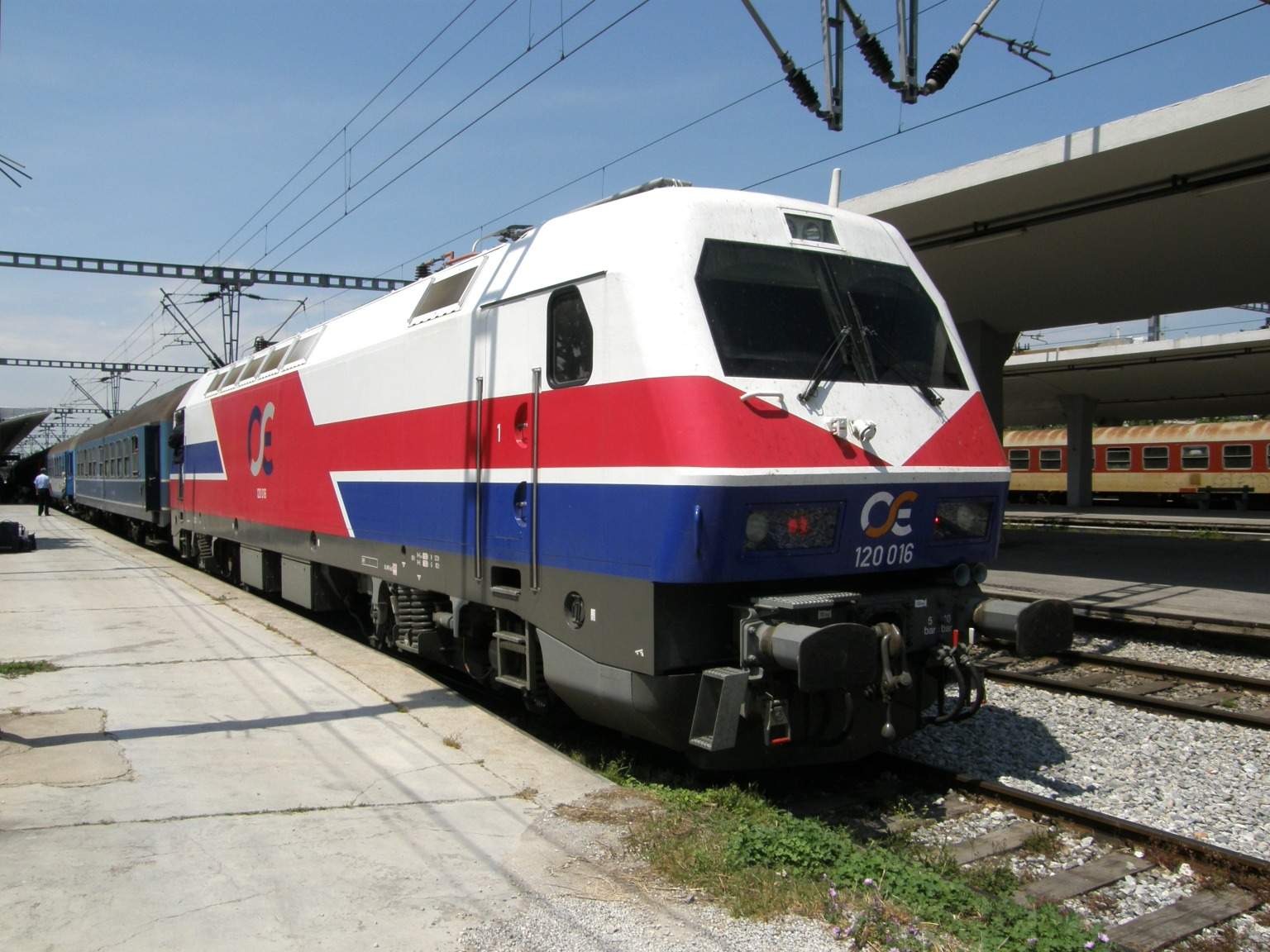
Электровоз HellasSprinter на Новом вокзале в Салониках

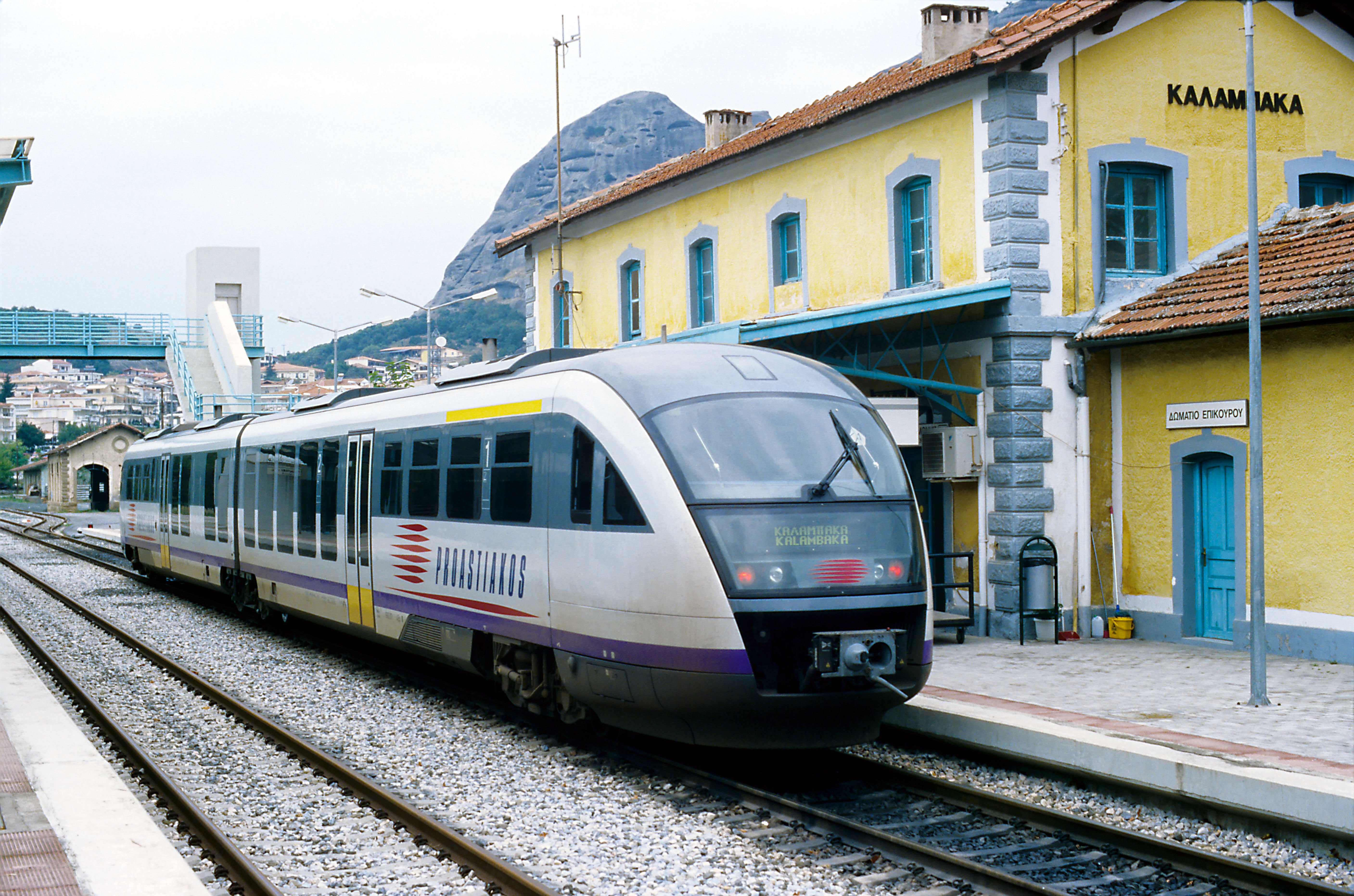
Дизельный локомотив Siemens Desiro класса 660, использующий на пригородных маршрутах Проастиакос

Эти линии электрифицированы переменным током в 25 кВ с частотой 50 Гц
- Второстепенная железнодорожная сеть:
  - Линия Салоники — Битола[греч.] и ответвление Месонисион — Флорина[греч.]. Ответвление Аминдеон — Козани закрыто в 2010 году;
  - Линия из Салоников в Александруполис и Орменион, с ответвлением до Промахон на греко-болгарской границе;
  - Линия в Фессалии из Волоса в Каламбаку.
- Туристические железные дороги:
  - Зубчатая железная дорога Диакоптон — Калаврита шириной 750 мм;
  - Сезонная железная дорога из Ано-Лехония в Милье шириной 600 мм.
- Железнодорожная сеть Пелопоннеса метровой колеи:
  - Линия из Афин в Патры;
  - Линия из Патр в Пиргос;
  - Линия из Пиргоса в Олимпию;
  - Линия из Пиргоса в Катаколон;
  - Линия из Пиргоса в Зевголатио;
  - Линия Коринф — Каламата[греч.];
  - Линия из Аргоса в Нафплион;
  - Линия из Кало-Неро в Кипарисию;
  - Линия Аспрохома — Месини[греч.].

Был главный ход Афины - Патры, и кольцевая линия по острову Пелопоннес. Движение по всей сети закрыто в 2010-х годах, кроме двух коротких участков.

### Финансовые проблемы
Организация железных дорог Греции работает с убытком в 3,8 млн долларов в день, накопив таким образом долг около 13 млрд долларов. В 2008 году компания сообщила об убытках в 1 млрд долларов при уровне продаж в 253 млн долларов. Между 2000 и 2009 годами средняя заработная плата сотрудников выросла на 50 %, а количество сотрудников сократилось на 30 %. Средняя заработная плата железнодорожного служащего составляет 78 000 долларов в год. Сотрудники железной дороги на Пелопоннесе имеют среднюю заработную плату в год около 130 000 долларов. В последние десятилетия правительство Греции оказывало поддержку Организации железных дорог Греции, что позволяло ей получать большие кредиты, в то время как финансовая ситуация в компании настолько плоха, что выплаты по кредитам в несколько раз превышают выручку компании. В настоящее время греческое правительство осознает, что только закрытии убыточных маршрутов и сокращение численности персонала (до 2500-3000 сотрудников из нынешних 7000) может сделать железные дороги Греции привлекательными для иностранных инвестиций. Однако профсоюз работников железнодорожного транспорта выступает против приватизации и угрожает забастовками, если произойдет сокращение зарплат. Тем не менее, начиная с 2010 года были закрыты некоторые линии.

### TrainOSE
Пассажирские и грузовые поезда и перевозки обслуживаются компанией TrainOSE, но используют инфраструктуру, оператором которой является Организация железных дорог Греции. Ранее компания TrainOSE, была подразделением Организации железных дорог Греции, но в настоящее время является независимой компанией.
TrainOSE также является оператором пригородных электричек Проастиакос. Изначально для обслуживания Проастиакос была создана отдельная компания, однако впоследствии она стала частью TrainOSE.
Из-за финансовых проблем были закрыты следующие направления:
- Афины — Александруполис (отменено прямое сообщение, маршрут между Салониками и Александруполисом продолжает эксплуатироваться);
- Эдеса — Флорина;
- Патры — Пиргос — Каламата;
- Аспрохома — Месини[греч.];
- Коринф — Каламата[греч.].

Между февралем 2011 и маем 2014 года из-за финансового кризиса и последующих сокращений финансирования от греческого правительства все международное сообщение было приостановлено, а именно:
- Белград — Скопье — Салоники[греч.];
- Салоники — София — Бухарест;
- Салоники — Стамбул;
- Афины — София.

В мае 2014 несколько международных маршрутов были введены в эксплуатацию вновь:
- Белград — Скопье — Салоники[греч.];
- Салоники — София.

## Галерея

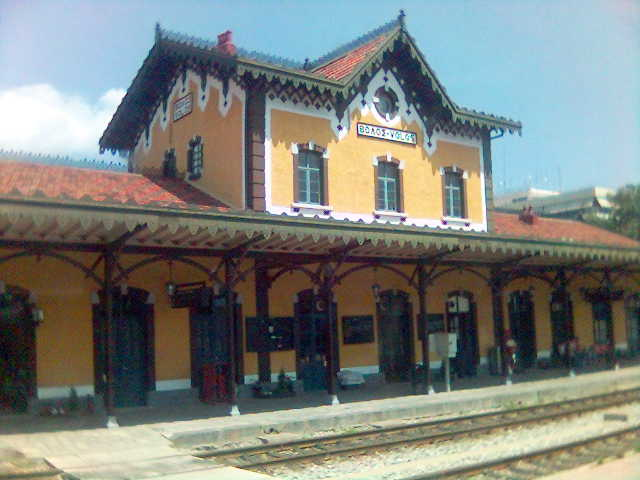
Станция Волос
Новый вокзал (Салоники)
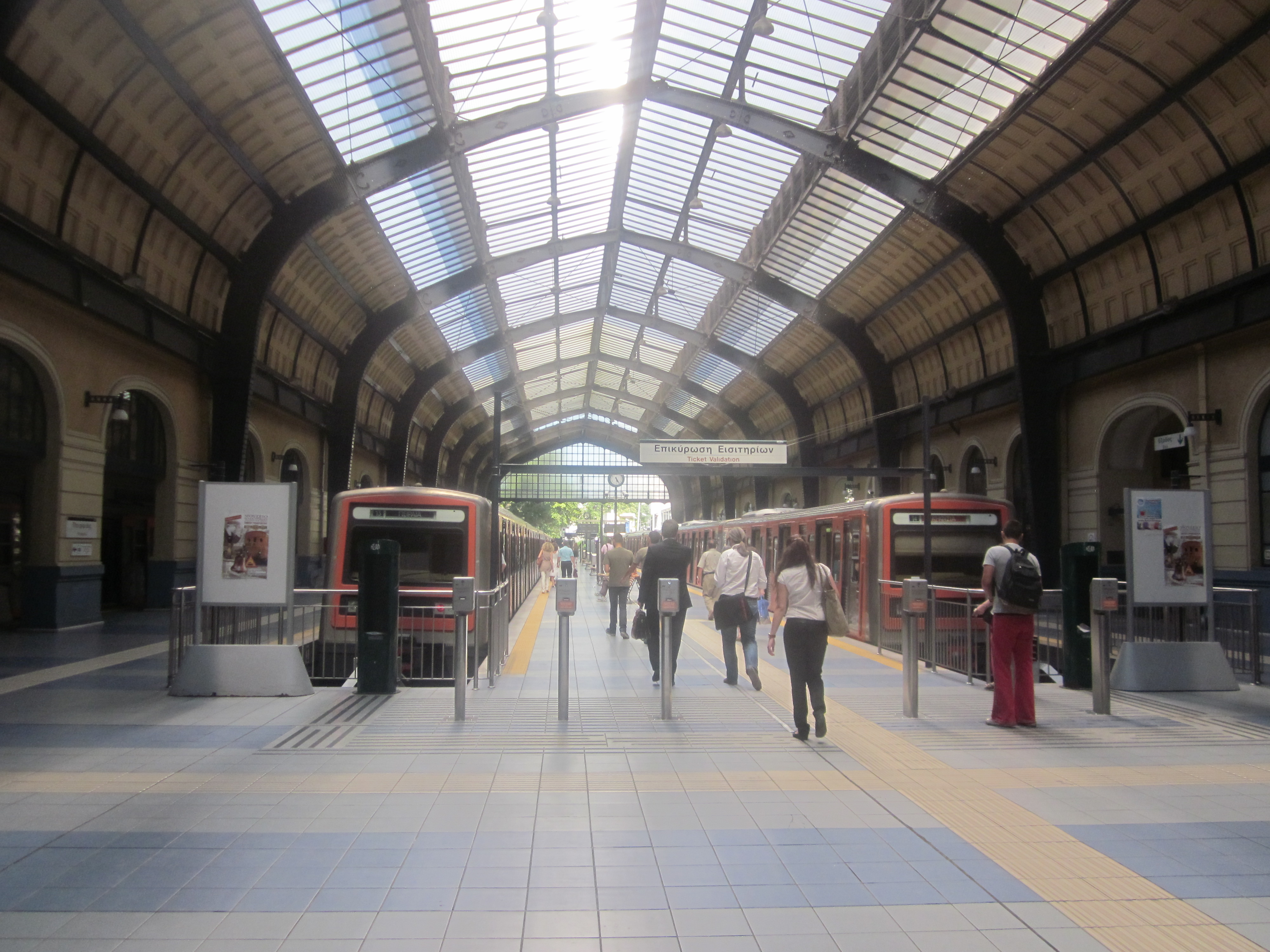
Вокзал Пирея
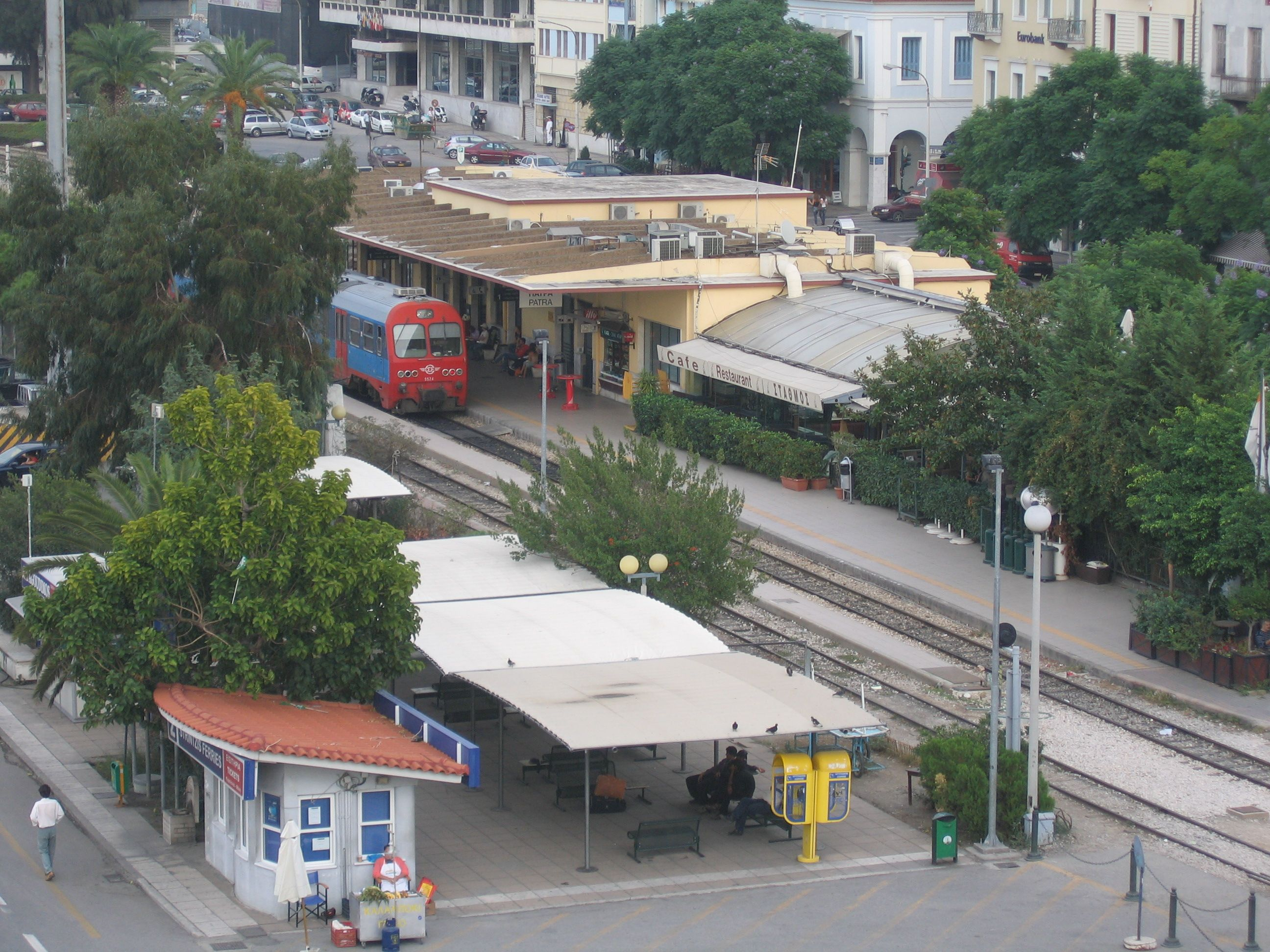
Патры
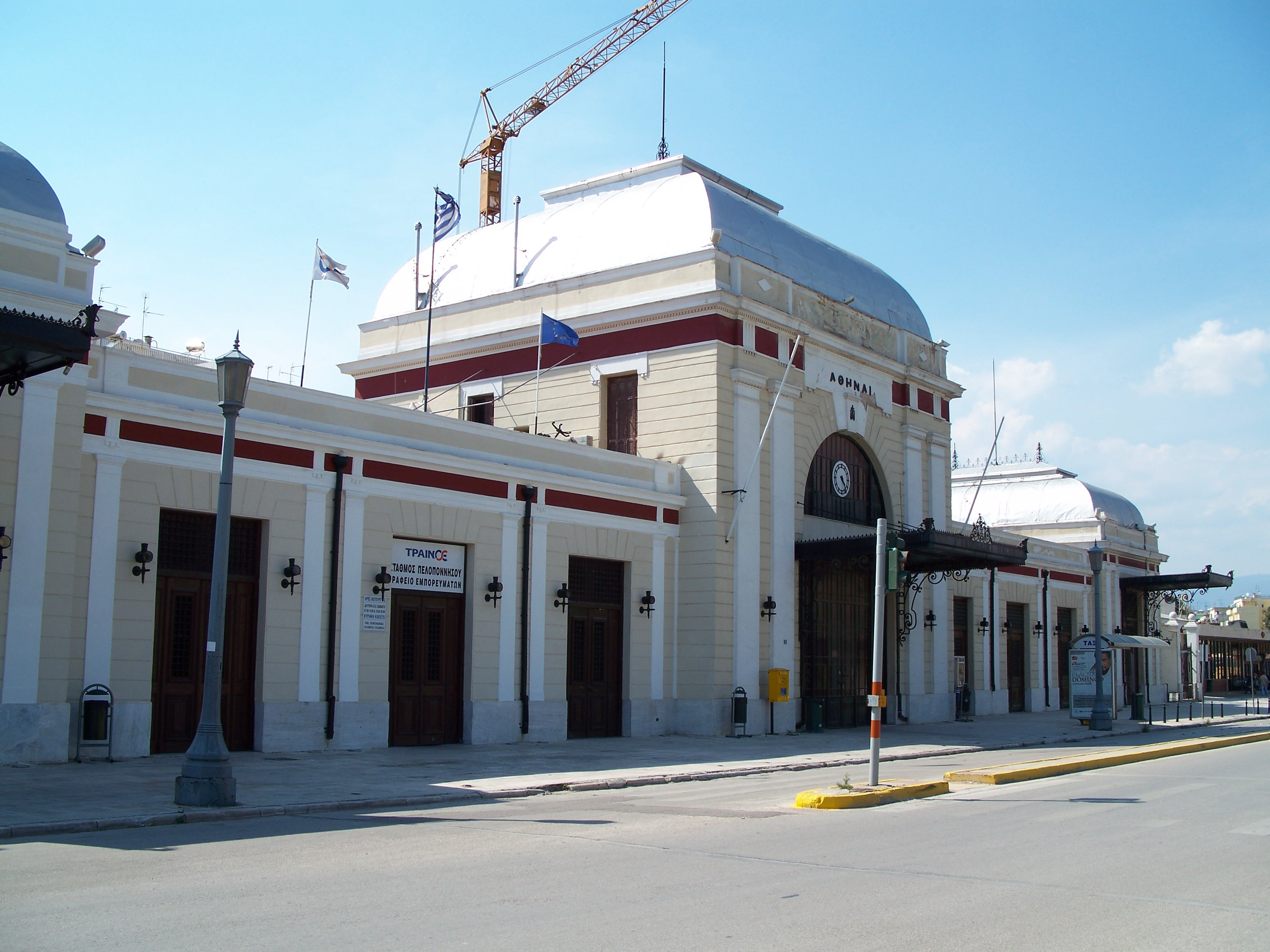
Афинский железнодорожный вокзал[греч.]
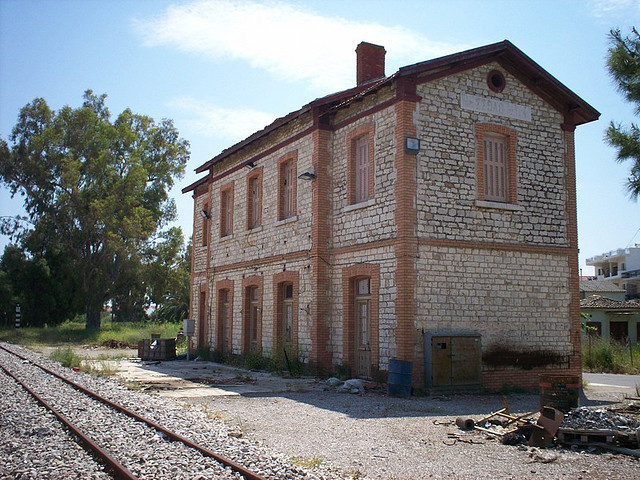
Месолонги
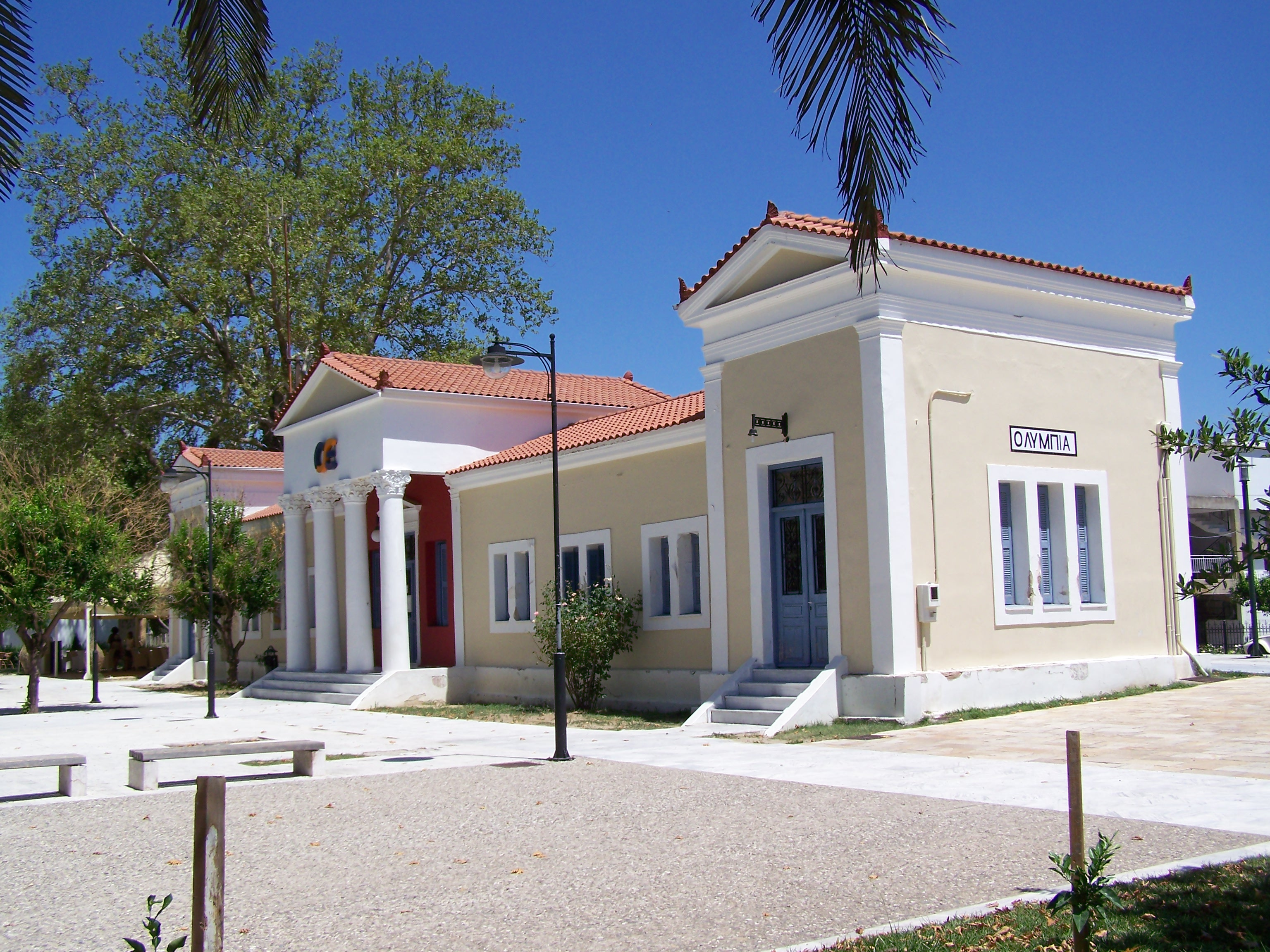
Олимпия
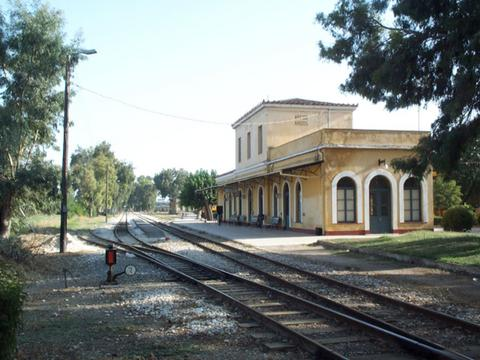
Аргос

## Городской железнодорожный транспорт

### Афинское метро
Афинский метрополитен состоит из двух линий, расположенных на территории Больших Афин. Система принадлежит компании Attiko Metro S.A. и обслуживается компанией AMEL. Афинское метро также связано с Международным аэропортом Элефтериос Венизелос посредством электрифицированной линии, принадлежащей Организации железных дорог Греции. Также эта линии используется для пригородных электричек Проастиакос.

### Электрическая железная дорога Пирей — Афины (ISAP)

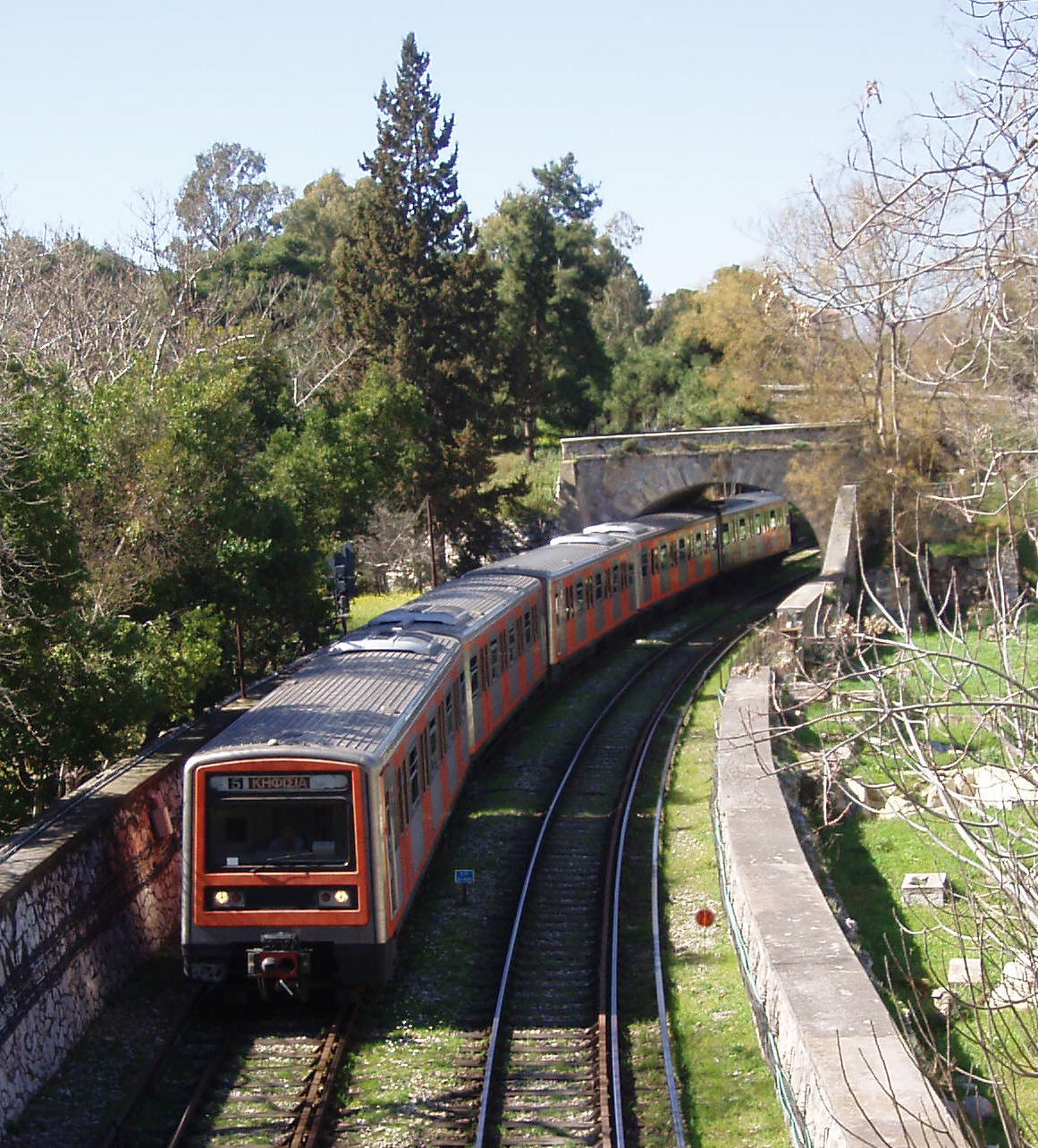
Поезд ISAP

В 1976 году Греческие электрические железные дороги (ΕΗΣ), которая обслуживала линии Пирей — Кифисья и линию Пирей — Перама была национализирована и переименована в компанию Электрическая железная дорога Пирей — Афины (ΗΣΑΠ). В 1977 году линия Пирей — Перама была разобрана.
Сегодня компания ISAP обслуживает железнодорожную линию стандартной ширины из Пирея в Кифисью. Обычно эту линию именую первой линией Афинского метрополитена, хотя она работает независимо от двух других линий метро. В 2008 году было объявлено о планах компании продолжить линию из Кифисьи далее в пригород Афин Айос-Стефанос.

### Салоникский метрополитен
Строительство метро в Салониках началось в 2006 году. Первая линия длиной 9,6 км, проходящая с севера на юг, планировалось закончить к 2016 году. Оператором метрополитена будет компания Attiko Metro S.A. Открыт 30 ноября 2024 года.